# Cool'n'Quiet
Cool'n'Quiet is een technologie van AMD. Deze technologie wordt gebruikt voor het beperken van het energieverbruik van de processor (CPU), het verlagen van de temperatuur van de CPU, en het stiller maken van de computer en is geïmplementeerd in nagenoeg alle processoren vanaf de introductie van de Athlon 64. Hieronder valt de Athlon 64 zelf natuurlijk, maar ook de Athlon 64 FX, de Athlon 64 X2, de Turion 64 (X2), de Sempron, enzovoorts.

## Werking
Wanneer de processor nauwelijks tot niet belast wordt zal de kloksnelheid zo laag mogelijk gezet worden (afhankelijk van de processor en moederbord tussen de 800MHz en 1GHz). Door deze kloksnelheidsverlaging verbruikt de processor minder energie, omdat de processor minder energie verbruikt wordt deze minder warm en zal de cpu-fan langzamer gaan draaien, met als resultaat dat de computer dan stiller wordt. De kloksnelheid van de CPU wordt door de meeste Cool'n'Quiet-compatible moederborden trapsgewijs geregeld, dus bij lichte belasting zal de kloksnelheid iets hoger gezet worden, en bij volledige belasting zal de kloksnelheid maximaal zijn.